# Minorka

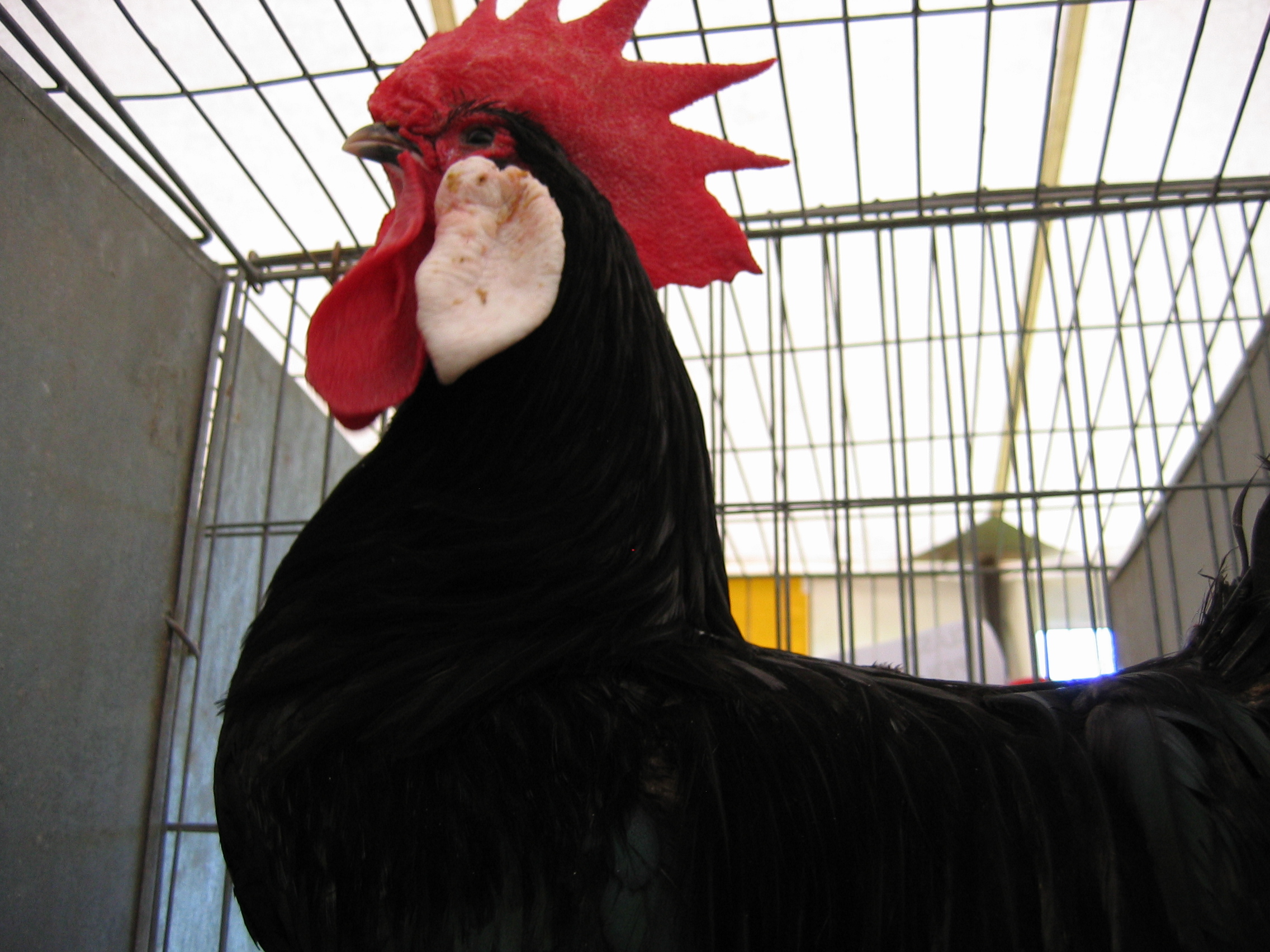
Minorka, tupp

Minorka är en lätt hönsras som härstammar från den spanska ön Menorca. Rasen är den största och tyngsta av de hönsraser som härstammar från länderna kring Medelhavet. En dvärgvariant av minorka framavlades i Tyskland och Storbritannien. Till Sverige kom rasen vid slutet av 1800-talet. Den kallades först för rödkindad spanier. Rasen var då mindre än den är idag.
Minorka är besläktad med bland annat vitkindad spanier och liksom de flesta andra lätta hönsraserna från området kring Medelhavet en god värpras. Den är dock mindre bra som köttras, köttet är av god kvalité, men tillväxttakten är långsam, varför rasen inte anses vara ekonomisk för detta ändamål. Rasen har ingått i avelsarbetet för att få fram andra hönsraser, som svart orpington och australorp. 
Det finns fyra färgvarianter av rasen, blå, gul, svart och vit. Kammen och haklapparna är röda och ett kännetecken för rasen är att den har tydliga vita öronskivor. En höna väger omkring 3 kilogram och en tupp väger omkring 3,5 kilogram. För dvärgvarianten är vikten för en höna cirka 800 gram och för en tupp 900 gram. Äggen är vita och väger ungefär 60 gram för stor ras och 35 gram för dvärgvarianten.
Hönorna har ingen utpräglad ruvlust, men ibland är de villiga att ruva fram kycklingar. Rasen anses ha ett för en lätt hönsras ganska lugnt temperament och även som lätt att få tam.

## Färger
- Blå
- Gul
- Svart
- Vit